# Igrzyska Azji Wschodniej
Igrzyska Azji Wschodniej – międzynarodowa impreza sportowa organizowana przez Stowarzyszenie Igrzysk Azji Wschodniej odbywająca się co 4 lata od 1993 roku. Biorą w niej udział sportowcy z krajów Azji Wschodniej.

## Kraje
- Chiny
- Guam
- Hongkong
- Japonia
- Korea Północna
- Korea Południowa
- Makau
- Mongolia
- Chińskie Tajpej
- dawniej  Kazachstan

## Lista Igrzysk Azji Wschodniej
Liczby w nawiasach oznaczają liczbę zdobytych złotych medali.
| Rok  | Igrzyska | Gospodarz | I miejsce   | II miejsce   | III miejsce           |
| ---- | -------- | --------- | ----------- | ------------ | --------------------- |
| 1993 | I        | Szanghaj  | Chiny (105) | Japonia (25) | Korea Południowa (23) |
| 1997 | II       | Pusan     | Chiny (62)  | Japonia (47) | Korea Południowa (45) |
| 2001 | III      | Osaka     | Chiny (85)  | Japonia (61) | Korea Południowa (34) |
| 2005 | IV       | Makau     | Chiny (127) | Japonia (46) | Korea Południowa (32) |
| 2009 | V        | Hongkong  | Chiny (113) | Japonia (63) | Korea Południowa (39) |
| 2013 | VI       | Tiencin   |             |              |                       |

## Konkurencje
- Badminton (1993, 1997)
- Gimnastyka
- Hokej na trawie (2005)
- Judo (Turniej w 1993, Turniej w 1997, Turniej w 2001, Turniej w 2013)
- Karate (2005)
- Koszykówka
- Kręgle (pokazowo 1997)
- Lekkoatletyka
- Piłka nożna
- Piłka ręczna (2001)
- Podnoszenie ciężarów (1997, 2001)
- Rugby 7 (od 2009)
- Smocze łodzie (2005)
- Soft tennis (od 1997)
- Strzelectwo (2005)
- Sporty wodne
- Taekwondo (od 1997)
- Taniec (2005)
- Tenis (2005)
- Wioślarstwo (1993, 2005)
- Wushu
- Zapasy (Turniej w 1997, Turniej w 2001)